# Ranunculus arizonicus
Ranunculus arizonicus ist eine Pflanzenart aus der Familie der Hahnenfußgewächse. Sie wächst im trockenen Bergland des südlichen Nordamerika.

## Beschreibung
Die Stängel sind 14 bis 38 Zentimeter lang, aufrecht und kaum behaart. Jeder Stängel trägt 2 bis 12 Blüten. Die Wurzeln sind 1 bis 2,5 Millimeter dick und zylindrisch. Die grundständigen Blätter sind nicht bis zur Blütezeit bleibend, manchmal sind die allerinnersten davon ausgenommen. Übrig bleibt nur ein dichtes Büschel aus Fasern. Die Blattspreite ist 3,2 bis 4 × 4 bis 6,2 Zentimeter groß und halbkreisförmig bis nierenförmig. Die äußeren Blätter sind ungeteilt, die inneren dagegen 5- bis 7-teilig. Die Blattbasis ist stumpf bis herzförmig, der Rand ganz bis gezähnt und die Spitze der Blättchen ist spitz bis abgerundet. Der Blütenstiel ist flaumig behaart oder unbehaart. Der Blütenboden weist eine kurze und dichte weißgraue Behaarung auf. Die Kelchblätter sind 3 bis 5 × 1 bis 3 Millimeter groß und auf der Unterseite unbehaart oder dünn feinhaarig. Die Haare sind farblos. Die meist 5, selten bis 11 Kronblätter sind 7 bis 15 × 2 bis 6 Millimeter groß. Die Nektardrüse ist bewimpert. Der Kopf der Achänen ist 4 bis 10 × 4 bis 6 Millimeter groß und eiförmig oder zylindrisch. Die Achänen sind 1,8 bis 2,5 × 1,5 bis 2 Millimeter groß und leicht oder dicht kurz weißgrau behaart. Der Schnabel ist 0,8 bis 1,2 Millimeter lang, gerade und pfriemlich. Er ist zerbrechlich und oft abgebrochen.
Die Art blüht von Juli bis September.

## Vorkommen
Ranunculus arizonicus wächst in Flussbetten in Höhenlagen von 1500 bis 2400 Meter. Sie wird besonders auch für trockene Standorte angegeben. Die Art ist Endemit einer Region in den der Bergländern des südwestlichen New Mexico, des südöstlichen Arizona sowie der Bundesstaaten Sonora und Chihuahua.

## Taxonomie
Die Art gehört innerhalb der Gattung Ranunculus in die Sektion Epirotes. Der Botaniker Asa Gray führt 1885 zusätzlich zur Nominatform zwei Varietäten der Art auf, die auch im systematischen Verzeichnis des Missouri Botanical Garden (tropicos.org) aufgeführt werden:
- Ranunculus arizonicus var. subaffinis. Der amerikanische Botaniker Lyman David Benson stellte diese Varietät zu Ranunculus inamoenus var. subaffinis[5]. Diese Auffassung hat sich durchgesetzt
- Ranunculus arizonicus var. subsagittatus. Diese wurde von Benson als Varietät Ranunculus cardiophyllus var. subsagittatus aufgefasst[5]. Heute wird diese Varietät in der Regel nicht mehr anerkannt[6], damit mit Ranunculus subsagittatus synonym.

Damit sind für die Art weder Varietäten noch Unterarten anerkannt.

## Belege
- Alan T. Whittemore: Ranunculus arizonicus. In: Flora of North America. Vol. 3. online